# Georgij Maksimilianovič di Leuchtenberg
Georgij Maksimilianovič de Beauharnais, VI duca di Leuchtenberg, anche noto come Principe Georgij Romanovsky o Georges de Beauharnais (San Pietroburgo, 29 febbraio 1852 – Parigi, 16 maggio 1912), era il più giovane dei figli di Maximilian de Beauharnais, III duca di Leuchtenberg e di sua moglie, la granduchessa Marija Nikolaevna di Russia.

## Famiglia ed infanzia
Il padre di Georgij, Maximilian de Beauharnais, III Duca di Leuchtenberg si era recato a San Pietroburgo, ottenendo infine, nel 1839, la mano della Granduchessa Marija Nikolaevna di Russia, la figlia maggiore dello Zar Nicola I. A Maximilian fu successivamente conferito con il trattamento di Altezza Imperiale e dato il titolo di Principe Romanowsky. In quanto figlio di una granduchessa russa e di un nobilitato principe russo, Georgij ed i suoi fratelli e sorelle furono sempre considerati come granduchi e granduchesse, fregiandosi del trattamento di Altezza Imperiale.
Dopo la morte del loro padre nel 1852, la Granduchessa Maria si risposò morganaticamente con il Conte Grigorij Stroganov due anni dopo. Poiché questa unione fu mantenuta segreta da suo padre lo Zar Nicola I (e suo fratello lo Zar Alessandro II che non permetteva l'unione, preferendo invece fingere ignoranza), Marija fu costretta all'esilio all'estero. Alessandro tuttavia provava simpatia per la sorella, e prestò particolare attenzione ai figli del suo primo matrimonio, che vivevano a San Pietroburgo senza la loro madre.

## Matrimonio

### Matrimonio con Teresa
Il 12 maggio 1879, Georgij sposò la Duchessa Teresa Petrovna di Oldenburg, una figlia del Duca Pietro Georgievič di Oldenburg e della Principessa Teresa di Nassau-Weilburg. Il fratello maggiore di Teresa, il Duca Alessandro Petrovič era sposato con la sorella di Georgij, la Principessa Eugenia Maksimilianovna dal 1868. Il nonno di Teresa aveva sposato la Granduchessa Ekaterina Pavlovna, figlia di Paolo I di Russia, e i loro discendenti erano stati allevati in Russia fino a diventare completamente russificati, proprio come la stessa famiglia di Georgij. Così, nonostante il suo titolo tedesco, la Duchessa Teresa, come suo padre prima di lui, era cresciuta interamente in Russia. Ella era sempre stata considerata un membro della famiglia imperiale russa.
Georgij e Teresa ebbero un solo figlio maschio:
- Aleksandr Georgievič, VII Duca di Leuchtenberg (13 novembre 1881 - 26 settembre 1942); sposò morganaticamente Nadežda Caralli.[1]

Nel luglio 1881, la British Reserve Squadron tenne intrattenimenti a bordo del HMS Hercules, che era di stanza a Kronštadt. Al pranzo parteciparono Teresa e suo marito, nonché lo Zar e la Zarina ed altri importanti personaggi reali russi e tedeschi. Due anni dopo, il 19 aprile 1883 la tragedia colpì la coppia quando la Duchessa Teresa morì a San Pietroburgo.

### Matrimonio con Anastasia

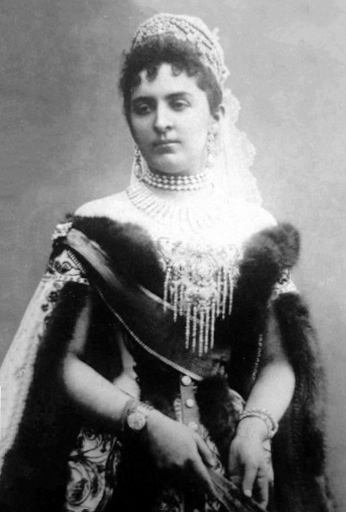
La seconda moglie di Georgij, la Principessa Anastasia del Montenegro.

Due principesse montenegrine, Milica ed Anastasia, furono educate in un convento a San Pietroburgo sotto l'immediata protezione della Zarina Marija Fëdorovna. Rimasero al convento per un anno dopo che la loro istruzione fu completa, e si resero estremamente popolari da unirsi all'alta società russa. Entrambe le ragazze attirarono l'attenzione di due membri della famiglia imperiale russa, il Granduca Pëtr Nikolaevič e Georgij stesso.
Il 16 aprile 1889 a Peterhof, Georgij sposò la Principessa Anastasia del Montenegro, sei anni dopo la morte di Teresa. Lo Zar Alessandro III diede ad Anastasia un gran trousseau, nonché una considerevole dote.
Ebbero due figli:
- Sergej Georgievič, VIII Duca di Leuchtenberg (4 luglio 1890 - 7 gennaio 1974); morì celibe[1]
- Principessa Elena Georgievna di Leuchtenberg (3 gennaio 1892 - 6 febbraio 1971); sposò il Conte Stefan Tyszkiewicz.[1]

La famiglia possedeva una piccola proprietà nei pressi del Mar Nero, dove trascorrevano l'inverno. Durante il soggiorno lì nel 1905, furono testimoni della rivolta della corazzata Potemkin. Nella primavera, la famiglia soggiornò alla loro residenza di Peterhof la Villa Sergievskaia Datcha per tutta estate seguente.
Quando ancora sposato con la seconda moglie, Georgij andò a vivere con la sua amante francese, con grande ira del moralmente onesto Zar Alessandro III. Quando gli dissero che Georgij stava trascorrendo le sue vacanze nella cittadina costiera di Biarritz nella Francia sud-occidentale, Alessandro dichiarò "Così il principe tra le onde del mare".
Il loro matrimonio fu considerato " tempestoso," con Georgij, secondo testimonianze, "insultandola e oltraggiandola fin dal primo giorno del loro matrimonio". Anastasia fu in grado di ottenere il divorzio da lui, il 15 novembre 1906. Varie fonti attribuiscono a Georgij di essere stato di bell'aspetto, ma uno "un individuo ", anche se tali rapporti erano più spesso in connessione con la sua seconda moglie, che al momento di organizzare il suo divorzio da Georgij, era ampiamente riferito volerlo fare ciò perché non riusciva più a vivere con un uomo di "tollerabile ". Anastasia in seguito si risposò con il Granduca Nikolaj Nikolaevič di Russia, un nipote di Nicola I di Russia (e dal lato di sua madre un nipote della prima moglie di Georgij). Lei e sua sorella diventarono note nella società russa come "peste nera," cosiddette a causa del loro paese d'origine del Montenegro nonché per la loro carnagione scura.

## Anni successivi
Nel 1901, a causa sia della morte che dei matrimoni morganatici dei suoi fratelli maggiori, Georgij diventò il capo del ramo russo del Casato di Beauharnais. A cavallo del XX secolo, quando ancora sposato la Principessa Anastasia del Montenegro, Georgij fu considerato come possibile successore di Alessandro I di Serbia senza figli. Alessandro fu rovesciato e ucciso in un colpo di stato militare, e succeduto da Pietro I di Serbia.
Georgij ereditò una vasta collezione di dipinti, sculture e altre opere d'arte da suo padre, che aveva portato con sé quando si è trasferito da Monaco di Baviera a San Pietroburgo per sposare la Granduchessa Marija Nikolaevna di Russia. Fu sepolto nella Cripta Granducale nella Fortezza di Pietro e Paolo a San Pietroburgo.

### Eredità
Georgij fu l'unico dei suoi fratelli a produrre una legittima unione dinastica. Poiché entrambi i suoi figli fallirono a produrre prole legittima, il titolo di Duca di Leuchtenberg passò ad un'altra linea.
Georgij compare come personaggio ne La notte bianca di San Pietroburgo, scritto dal Principe Michele di Grecia e Danimarca.

## Titoli e trattamento
- 29 febbraio 1852 – 31 agosto 1901: Sua Altezza Imperiale, il principe Georgij Maksimilianovič di Leuchtenberg
- 31 agosto 1901 – 16 maggio 1912: Sua Altezza Imperiale, il Duca di Leuchtenberg

## Ascendenza
|                                                     |                   |                                                    | Genitori                                               |  |  | Nonni |  |  | Bisnonni                 |  |  | Trisnonni                 |  |
|                                                     |                   |                                                    |                                                        |  |  |       |  |  | Alexandre de Beauharnais |  |  | François V de Beauharnais |  |
|                                                     |                   |                                                    |                                                        |  |  |       |  |  | Alexandre de Beauharnais |  |  | François V de Beauharnais |  |
|                                                     |                   | Marie Anne Henriette Françoise Pyvart de Chastulle |                                                        |  |  |       |  |  | Alexandre de Beauharnais |  |  |                           |  |
| Eugenio di Beauharnais                              |                   |                                                    |                                                        |  |  |       |  |  | Alexandre de Beauharnais |  |  |                           |  |
|                                                     |                   | Giuseppina de Tascher de la Pagèrie                | Joseph-Gaspard de Tascher de La Pagerie                |  |  |       |  |  |                          |  |  |                           |  |
|                                                     |                   | Giuseppina de Tascher de la Pagèrie                | Joseph-Gaspard de Tascher de La Pagerie                |  |  |       |  |  |                          |  |  |                           |  |
|                                                     |                   | Giuseppina de Tascher de la Pagèrie                | Rose-Claire des Vergers de Sanois                      |  |  |       |  |  |                          |  |  |                           |  |
| Maximilian de Beauharnais, III Duca di Leuchtenberg |                   | Giuseppina de Tascher de la Pagèrie                |                                                        |  |  |       |  |  |                          |  |  |                           |  |
|                                                     |                   | Massimiliano I di Baviera                          | Federico Michele di Zweibrücken-Birkenfeld             |  |  |       |  |  |                          |  |  |                           |  |
|                                                     |                   | Massimiliano I di Baviera                          | Federico Michele di Zweibrücken-Birkenfeld             |  |  |       |  |  |                          |  |  |                           |  |
|                                                     |                   | Massimiliano I di Baviera                          | Maria Francesca del Palatinato-Sulzbach                |  |  |       |  |  |                          |  |  |                           |  |
| Augusta di Baviera                                  |                   | Massimiliano I di Baviera                          |                                                        |  |  |       |  |  |                          |  |  |                           |  |
|                                                     |                   | Augusta Guglielmina d'Assia-Darmstadt              | Giorgio Guglielmo d'Assia-Darmstadt                    |  |  |       |  |  |                          |  |  |                           |  |
|                                                     |                   | Augusta Guglielmina d'Assia-Darmstadt              | Giorgio Guglielmo d'Assia-Darmstadt                    |  |  |       |  |  |                          |  |  |                           |  |
|                                                     |                   | Augusta Guglielmina d'Assia-Darmstadt              | Maria Luisa Albertina di Leiningen-Dagsburg-Falkenburg |  |  |       |  |  |                          |  |  |                           |  |
| Georgij Maksimilianovič, VI duca di Leuchtenberg    |                   | Augusta Guglielmina d'Assia-Darmstadt              |                                                        |  |  |       |  |  |                          |  |  |                           |  |
|                                                     | Paolo I di Russia | Pietro III di Russia                               |                                                        |  |  |       |  |  |                          |  |  |                           |  |
|                                                     | Paolo I di Russia | Pietro III di Russia                               |                                                        |  |  |       |  |  |                          |  |  |                           |  |
|                                                     | Paolo I di Russia | Caterina II di Russia                              |                                                        |  |  |       |  |  |                          |  |  |                           |  |
| Nicola I di Russia                                  | Paolo I di Russia |                                                    |                                                        |  |  |       |  |  |                          |  |  |                           |  |
|                                                     |                   | Sofia Dorotea di Württemberg                       | Federico II Eugenio di Württemberg                     |  |  |       |  |  |                          |  |  |                           |  |
|                                                     |                   | Sofia Dorotea di Württemberg                       | Federico II Eugenio di Württemberg                     |  |  |       |  |  |                          |  |  |                           |  |
|                                                     |                   | Sofia Dorotea di Württemberg                       | Federica Dorotea di Brandeburgo-Schwedt                |  |  |       |  |  |                          |  |  |                           |  |
| Granduchessa Marija Nikolaevna di Russia            |                   | Sofia Dorotea di Württemberg                       |                                                        |  |  |       |  |  |                          |  |  |                           |  |
|                                                     |                   | Federico Guglielmo III di Prussia                  | Federico Guglielmo II di Prussia                       |  |  |       |  |  |                          |  |  |                           |  |
|                                                     |                   | Federico Guglielmo III di Prussia                  | Federico Guglielmo II di Prussia                       |  |  |       |  |  |                          |  |  |                           |  |
|                                                     |                   | Federico Guglielmo III di Prussia                  | Federica Luisa d'Assia-Darmstadt                       |  |  |       |  |  |                          |  |  |                           |  |
| Carlotta di Prussia                                 |                   | Federico Guglielmo III di Prussia                  |                                                        |  |  |       |  |  |                          |  |  |                           |  |
|                                                     |                   | Luisa di Meclemburgo-Strelitz                      | Carlo II di Meclemburgo-Strelitz                       |  |  |       |  |  |                          |  |  |                           |  |
|                                                     |                   | Luisa di Meclemburgo-Strelitz                      | Carlo II di Meclemburgo-Strelitz                       |  |  |       |  |  |                          |  |  |                           |  |
|                                                     |                   | Luisa di Meclemburgo-Strelitz                      | Federica d'Assia-Darmstadt                             |  |  |       |  |  |                          |  |  |                           |  |
|                                                     |                   | Luisa di Meclemburgo-Strelitz                      |                                                        |  |  |       |  |  |                          |  |  |                           |  |